# Onitis jeanneli
Onitis jeanneli là một loài bọ cánh cứng trong họ Bọ hung (Scarabaeidae).